# Nigéria a 2022. évi téli olimpiai játékokon
Nigéria a kínai Pekingben megrendezett 2022. évi téli olimpiai játékok egyik részt vevő nemzete volt. Az országot az olimpián 1 sportágban 1 sportoló képviselte, aki érmet nem szerzett.

## Sífutás
Távolsági
Férfi
| Versenyző      | Versenyszám | Idő           | Helyezés      |
| -------------- | ----------- | ------------- | ------------- |
| Samuel Ikpefan | 15 km       | nem ért célba | nem ért célba |

Sprint
| Versenyző      | Versenyszám         | Selejtező | Selejtező | Negyeddöntő | Negyeddöntő | Elődöntő | Elődöntő | Döntő   | Helyezés |
| Versenyző      | Versenyszám         | Idő       | Hely.     | Idő         | Hely.       | Idő      | Hely.    | Idő     | Helyezés |
| -------------- | ------------------- | --------- | --------- | ----------- | ----------- | -------- | -------- | ------- | -------- |
| Samuel Ikpefan | Férfi egyéni sprint | 3:09,57   | 73.       | kiesett     | kiesett     | kiesett  | kiesett  | kiesett | 73.      |